# Laccophilus fractus
Laccophilus fractus är en skalbaggsart som beskrevs av Sharp 1882. Laccophilus fractus ingår i släktet Laccophilus och familjen dykare. Inga underarter finns listade i Catalogue of Life.